# Caradrina dresnayi
Caradrina dresnayi är en fjärilsart som beskrevs av Lucas 1933. Caradrina dresnayi ingår i släktet Caradrina och familjen nattflyn. Inga underarter finns listade i Catalogue of Life.